# Agave pelona
Agave pelona ist eine Pflanzenart aus der Gattung der Agaven (Agave). Ein englischer Trivialname ist „Mescal Pelon Agave“.

## Beschreibung
Agave pelona wächst einzeln, kurz stammbildend. Die kompakten Rosetten sind 40 bis 50 cm hoch und 60 bis 80 cm breit. Die grünen, linealischen, lanzettförmigen, spitz zulaufenden, winzig punktierten Blätter sind 35 bis 50 cm lang und 3 bis 5 cm breit. Die weißen Blattränder sind glatt. Der spitze, rötliche Enddorn wird 4 bis 7 cm lang.
Der ährige gerade bis gebogene schmale Blütenstand wird 2 bis 3 m hoch. Die glockenförmigen, roten Blüten sind 30 bis 50 mm lang, erscheinen dicht am oberen Teil des Blütenstandes. Die trichterige Blütenröhre ist 8 bis 9 mm lang.
Die länglichen bis eiförmigen braunen dreikammerigen Kapselfrüchte sind 25 bis 30 mm lang und 12 bis 15 mm breit. Die variabel geformten, schwarzen Samen sind bis 5 mm lang und bis 5 mm breit.
Die Blütezeit reicht von April bis Mai.

## Systematik und Verbreitung
Agave pelona wächst endemisch in Mexiko im Bundesstaat Sonora an Kalksteinhängen in 500 bis 1200 m Höhe.
Die Erstbeschreibung durch Gentry ist 1972 veröffentlicht worden.
Agave pelona ein Vertreter der Gruppe Marginatae und wächst begrenzt in der Caborca Region und nahe davon. Typisch sind die etwas stammbildenden Rosetten mit den kräftigen dunkelgrünen Blätter und den roten glockenförmigen Blüten. Sie ist von den übrigen Arten der Gruppe geografisch isoliert. Aufgrund der Blütenstruktur könnte die Art der Gruppe Filifera (Gentry 1982: S. 169) zugeordnet werden.